# In Little Italy (film, 1909)
Pour les articles homonymes, voir In Little Italy.
Pour plus de détails, voir Fiche technique et Distribution.
In Little Italy est un court métrage dramatique muet américain de 1909 réalisé par D. W. Griffith.

## Synopsis
Marie est courtisée par deux hommes séduisants, elle rejette Tony et accepte Victor comme nouvel amour. Tony, frustré et jaloux de la décision de Marie, poignarde Victor, mais il découvre plus tard que Victor est toujours en vie et décide d'entrer par effraction dans la maison de Marie, où Victor est en convalescence, pour le tuer.

## Distribution
- Marion Leonard : Marie Cadrone
- George Nichols : Tony Guiletto
- Henry B. Walthall : Victor
- Charles Arling
- Kate Bruce : At the Ball
- William J. Butler : In Bar
- Charles Craig  : At the Ball
- Adele DeGarde
- Gladys Egan : One of the Children
- Frank Evans  : Sheriff's Deputy
- Ruth Hart : At the Ball
- Guy Hedlund : At the Ball (unconfirmed)
- James Kirkwood : Sheriff
- Henry Lehrman : At the Ball
- Stephanie Longfellow : At the Ball (non confirmé)
- Jeanie Macpherson : At the Ball
- W. Chrystie Miller : In Bar
- Owen Moore : At the Ball
- Anthony O'Sullivan : A peddlar
- Billy Quirk : At the Ball
- Gertrude Robinson : At the Ball
- Mack Sennett : In Bar / At the Ball
- Marion Sunshine
- Blanche Sweet : At the Ball
- J. Waltham : In Bar
- Dorothy West : At the Ball